# Hyphessobrycon vinaceus
Hyphessobrycon vinaceus es una especie de pez de la familia Characidae en el orden de los Characiformes.

## Morfología
Los machos pueden llegar alcanzar los 6,3 cm de longitud total.
- Número de  vértebras: 32-33.[1]

## Hábitat
Vive en zonas de clima tropical.

## Distribución geográfica
Se encuentran en Sudamérica: río São João (cuenca del río Pardo, Brasil).